# Australobolbus sedlaceki
Australobolbus sedlaceki är en skalbaggsart som beskrevs av Henry Fuller Howden 1992. Australobolbus sedlaceki ingår i släktet Australobolbus och familjen Bolboceratidae. Inga underarter finns listade.